# Дјечије позориште Републике Српске
Дјечије позориште Републике Српске је позориште које одржава луткарске, балетске, глимачке и друге представе, превасходно намјењене дјеци. Позориште се налази у Бањалуци.

## Историја
Позориште је основано 30. децембра 1955, а прва представа је изведена у мају 1956. године. У Дјечијем позоришту Републике Српске се од 2002. одржава Међународни фестивал позоришта за дјецу Бања Лука, на коме учествују позоришта из 10 европских земаља. Од 1992. године, Дјечије позориште Републике Српске ја наступало, између осталих и у: Варшави, Софији, Лондону, Москви, Перуђи, Кремони, Београди, Љубљани, Новом Саду итд.

## Награде
- Златни грб Града Бањалуке, 2006. године
- Орден Његоша I реда, којим је позориште одликао председник Републике Српске, 2002. године
- Гран при, Крагујевац 2001. године
- Гран при Југославије, Котор 1998. године
- Специјална награда на Међународном фестивалу позоришта за дјецу у Суботици, 1993. године

## Позоришни репортоар
- Јежева кућица
- Успавана љепотица
- Принцеза на зрну грашка
- Вук и седам јарића у музеју бајки
- Петар пан
- Црвенкапа
- Тужни принц
- У цара Тројана козје уши
- Јаблан
- Жељезни дјечак
- Школа за пачиће
- Пинокио
- Аждаја из Војтешке улице
- Чаробна фрула